# St. Johannes der Täufer (Płock)

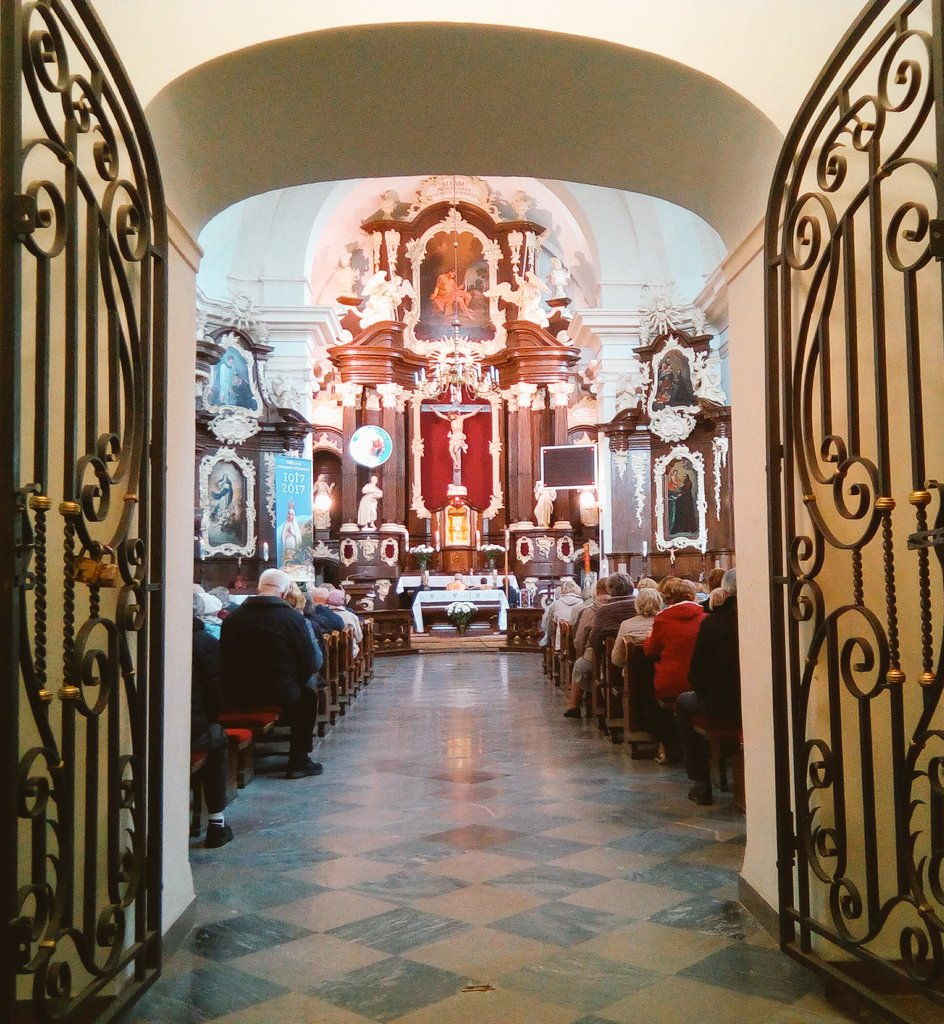
Innenraum der Kirche des Heiligen Johannes des Täufers in Plotzk

Die katholische Kirche St. Johannes der Täufer (Kościół św. Jana Chrzciciela) befindet sich in der Altstadt von Plotzk, unmittelbar neben dem Priesterseminar des Bistums Plotzk.
Die Kirche wurde in den Jahren 1758 bis 1771 im Stil des Spätbarocks erbaut und diente zunächst einer evangelischen Gemeinde als Gotteshaus. Die ursprüngliche Ausstattung aus den 1770er Jahren beinhaltete prächtige Holzschnitzereien, die unter anderem die Altäre, Beichtstühle und die Kanzel schmückten. In den Jahren 1773 bis 1783 entstand ein an die Kirche angeschlossener Kreuzgang.
Im Jahr 1864 löste sich die protestantische Gemeinde auf. Ihre Kirche wurde vom danebenliegenden katholischen Priesterseminar übernommen. Seit 1973 ist das Gotteshaus eine katholische Pfarrkirche.
Vor der Kirche befindet sich eine Büste des Plotzker Bischofs Antoni Julian Nowowiejski.